# Rakotintsi
Rakotintsi (en macédonien Ракотинци) est un village du nord de la Macédoine du Nord, situé dans la municipalité de Sopichté. Le village comptait 390 habitants en 2002. Il se trouve sur le versant sud du mont Vodno.

## Démographie
Lors du recensement de 2002, le village comptait :
- Macédoniens : 389
- Serbes : 1